# L'Eunuque (Térence)
Pour les articles homonymes, voir L'Eunuque et Eunuque.
L'Eunuque (en latin : Eunuchus) est une comédie latine de Térence représentée en 161 av. J.-C.. Elle est imitée de deux pièces de Ménandre, L'Eunuque et Le Flatteur.

## Argument
La pièce est constituée d'un prologue et de cinq actes.
Thaïs est une courtisane aimée du jeune Athénien Phédria et du soldat Thrason. Pour complaire à ce dernier qui a exprimé son intention de lui offrir une esclave, elle ferme sa porte à Phédria. Celui-ci veut alors lui envoyer un eunuque pour l'attendrir. Chéréa, frère de Phédria, a aperçu la jeune esclave et s'en est épris. Il décide donc de se déguiser en eunuque pour entrer dans la maison de Thaïs : il retrouve alors l'esclave et la viole.
Cependant, la jeune esclave est en fait une femme libre ; pour réparer son viol, Chéréa l'épouse. À la fin de la pièce, Thaïs accepte de revoir Phédria : elle s'arrange avec Gnathon, le parasite de Thrason, pour que son patron subvienne à ses besoins.

## Analyse
La pièce est très appréciée pour la qualité des personnages et la profondeur de leur psychologie : Thaïs est une courtisane délicate ; Phédria, tout en se livrant à la débauche, montre une personnalité indécise à plusieurs facettes.

## Réception et postérité

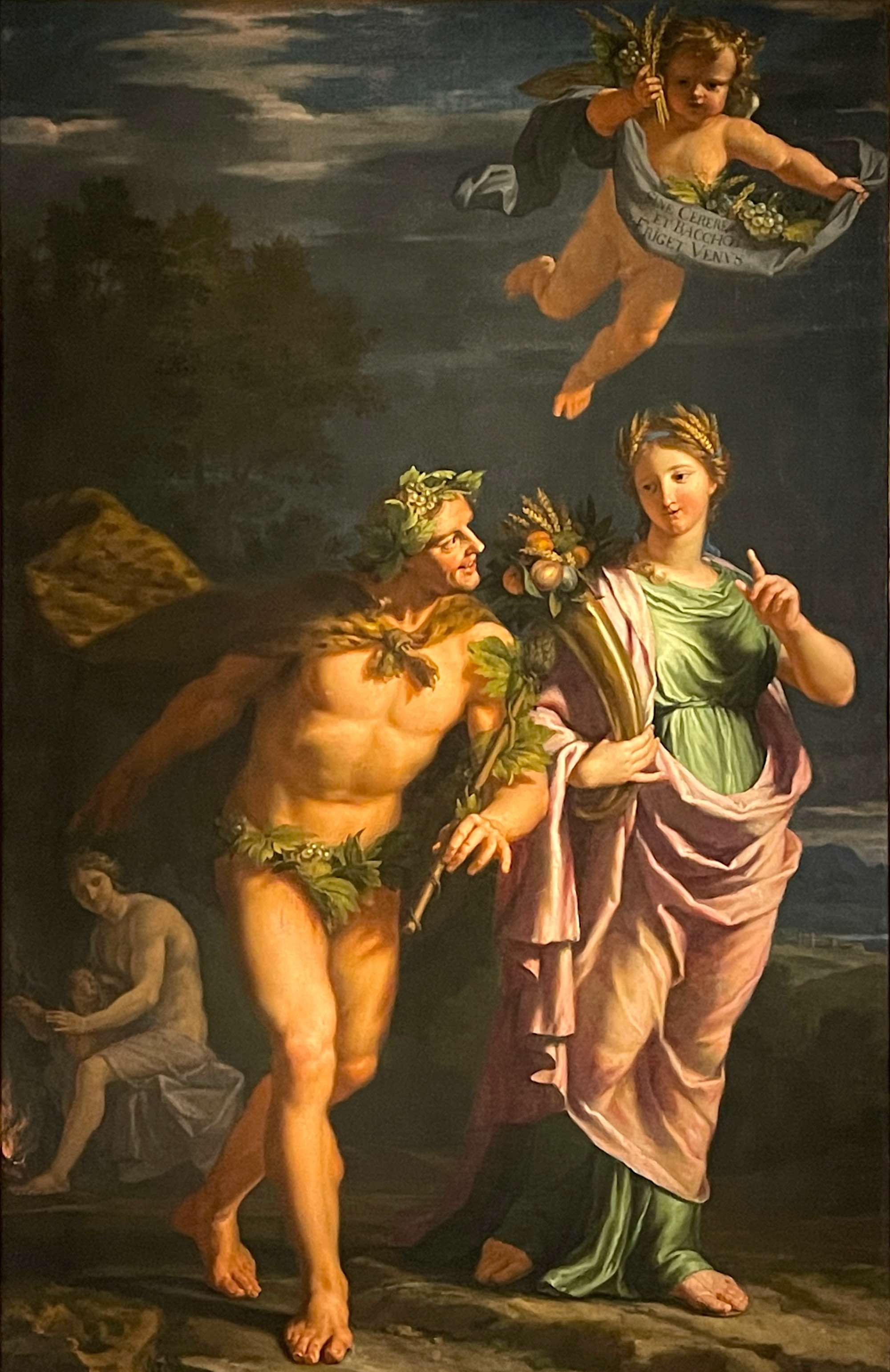
Jean-Baptiste de Champaigne, Sin Cerere et Baccho friget Venus, vers 1665-1670 : illustration d'une citation de L'Eunuque.

La pièce connaît un très vif succès, certainement le plus important de la carrière de son auteur.
Les pièces suivantes sont imitées de L'Eunuque :
- L'Eunuque de Jean-Antoine de Baïf (1565)
- L'Eunuque de Jean de La Fontaine (1654)
- Le Muet de Brueys et Palaprat (1691)
- L'Eunuque de Michel Carré (1845)